# Tűzveszélyességi osztályba sorolás
A tűzveszélyességi osztályoknak többek közt a tűzoltó berendezés kiválasztásánál van szerepe. A létesítmények, építmények megvalósítására, kialakítására vonatkozó tervezés során tűzvédelmi szempontból a legalapvetőbb szakmai eljárás a tűzveszélyességi osztályba sorolás elkészítése. Mindezekről az Országos tűzvédelmi szabályzat rendelkezik (megjelent a Magyar Közlönyben).

## Az épületszerkezet tűzzel szembeni viselkedési osztálya
Épületek szerkezeti anyagainak tűzzel szembeni viselkedését az MSZ EN 13501-1:2019 Építési termékek és építményszerkezetek tűzvédelmi osztályozása. 1. rész: Osztályba sorolás a tűzzel szembeni viselkedés vizsgálata során kapott eredmények felhasználásával szabvány szerint lehet az alábbi osztályokba sorolni:
A1 osztály: NEM ÉGHETŐ Csak neméghető anyagot tartalmaz, pl.: szilikátok, beton, kő, habarcs, acél, gipsz, ásványgyapotok, habüveg
A2 osztály: NEM ÉGHETŐ minősítésű anyag de tartalmaz éghető anyagot is, pl.: gipszkarton, ásványi szálas álmennyezeti lap, polisztirolgyöngybeton
B osztályú: NEHEZEN ÉGHETŐ tűz esetén nem történik teljes kiégés de az anyag hozzájárulhat a tűz terjedéséhez. Magyar jelölés B1. Pl.: égéskésleltetéssel ellátott anyagok, korszerű műanyag habok, lemezek, bitumenes lemezek
C osztályú: KÖZEPESEN ÉGHETŐ (nehezen gyúlékony anyagok) a tűz bekövetkezésekor 10-től 20 percig terjedő időintervallumban megtörténik a teljes kiégés. Magyar jelölés B2. Pl.: égéskésleltetés nélküli faszerkezetek
D osztály: KÖNNYEN ÉGHETŐ (gyúlékony anyagok) tűz megjelenését követően 2-10 percen belül történik meg a teljes kiégés
E osztály: GYÚLÉKONY Tűz hatására az anyag 2 percen belül teljesen kiég. Pl.: égésgátló adalékot tartalmazó EPS, XPS
F osztály: KÖNNYEN GYÚLÉKONY Tűzzel szembeni viselkedése nem meghatározott vagy nem rendelkezik semmilyen vizsgálattal.
↑ vizsgálat:  Az ún. vizsgálati tűz létrehozásához elegendő kb. 0,22 kg gázolaj (fűtőértéke 45 MJ/kg) elégetése egy négyzetméternyi felületen, ennek áthatolását kell vizsgálni a tűzgátlási fokozat megállapítására.

### Különleges alosztályok
A1fl, A2fl, Bfl, Cfl, Dfl, Efl, Ffl padozatok (floorings)
A1L, A2L, BL, CL, DL, EL, FL csőszigetelések (linear pipe)
s1, s2, s3 (smoke) füstképződési fokozatok (például klórtartalmú műanyagok esetén)
d0, d1, d2 (droplets) égve csepegési fokozatok (néhány termoplaszt esetén)

## Tűzállósági fokozatok
Az építményt vagy annak tűzszakaszát - a tűzveszélyességi osztályba sorolástól függően - úgy kell kialakítani, hogy
- A és B tűzveszélyességi osztály esetén I-II.,
- C tűzveszélyességi osztály esetén I-III.,
- D tűzveszélyességi osztály esetén I-IV., és
- E tűzveszélyességi osztály esetén I-V.

tűzállósági fokozatú legyen.

## Tűzállósági teljesítmény
R teherhordó képesség: az épületszerkezeti elemek azon képessége, hogy meghatározott mechanikai igénybevétel mellett bizonyos ideig ellenállnak a tűz hatásának szerkezeti stabilitásuk vesztesége nélkül
E integritás: tűz tovaterjedésének gátlása, tűz-elválasztás: a felülettel szomszédos oldalon levő anyagok nem gyulladnak meg
I szigetelés: egy oldali tűzkitét esetén a hőátadás elegendően kicsi ahhoz, hogy a tűzből származó hő tova ne terjedjen
W sugárzás: egy oldali tűzkitét esetén a szerkezet túlsó oldali hősugárzása elegendően kicsi ahhoz, hogy a hő tüzet ne okozzon
M mechanikai hatás: épületszerkezetek azon képessége, hogy ütésnek ellenállnak abban az esetben, ha a tűzben egy másik komponens szerkezeti hiba következtében az illető szerkezethez ütődik
C önzáródás: tűz esetén automatikusan becsukódó elemek
S füstáteresztés: meggátolják az égés következtében létrejövő füst átterjedését a másik oldalra
G koromtűz: kémények és égéstermék-elvezetők védelme a koromlerakódásból származó tűzzel szemben
P vagy PH: kábel, amely tűz hatásának kitett állapotban is üzemképes marad
K tűzvédő képesség: fal- és mennyezetburkolatok, álmennyezetek a mögöttük/fölöttük lévő anyagnak egy bizonyos ideig védelmet biztosítanak tűzzel, szenesedéssel és más hő károsodással szemben.

## Az éghető anyagok tűzveszélyességi osztálya
A 2020 januártól hatályos OTSZ 5.1 (Országos tűzvédelmi szabályzat) szerint három tűzveszélyességi osztályt különböztetünk meg:
9. § 
(1) Fokozottan tűz- vagy robbanásveszélyes osztályba tartoznak
a) az anyagok és keverékek osztályozásáról, címkézéséről és csomagolásáról, a 67/548/EGK és az 1999/45/EK irányelv módosításáról és hatályon kívül helyezéséről, valamint az 1907/2006/EK rendelet módosításáról szóló, 2008. december 16-i 1272/2008/EK európai parlamenti és tanácsi rendelet (a továbbiakban: CLP rendelet) szerinti
aa) instabil robbanóanyagok, továbbá az 1.1-1.5. alosztályba tartozó robbanóanyag,
ab) 1. és 2. kategóriába tartozó tűzveszélyes gáz, valamint az A és B kategóriába tartozó kémiailag instabil gáz,
ac) 1. és 2. kategóriába tartozó aeroszol,
ad) 1. és 2. kategóriába tartozó tűzveszélyes szilárd anyag,
ae) A, B, C vagy D típusú önreaktív anyagok és keverékek,
af) 1. kategóriába tartozó piroforos folyadék,
ag) 1. kategóriába tartozó piroforos szilárd anyag,
ah) 1. vagy 2. kategóriába tartozó, vízzel érintkezve tűzveszélyes gázokat kibocsátó anyagok és keverékek,
ai) 1. kategóriába tartozó oxidáló folyadék,
aj) 1. kategóriába tartozó oxidáló szilárd anyag vagy
ak) A, B, C vagy D típusú szerves peroxid,
b) a CLP rendelet szerinti 1., 2. vagy 3. kategóriába tartozó tűzveszélyes folyadékok közül
ba) a 21 °C alatti zárttéri lobbanásponttal rendelkező folyadék,
bb) a legalább 21 °C zárttéri és legfeljebb 55 °C nyílttéri lobbanásponttal rendelkező folyadék, az olyan vizes diszperziós rendszer kivételével, amelynek lobbanáspontja szabványos módszerrel nem állapítható meg, és éghetőanyag-tartalma 25%-nál nagyobb, víztartalma pedig 50%-nál kisebb,
bc) az a folyadék, amelynek üzemi hőmérséklete meghaladja a 35 °C-ot, és nagyobb, mint a nyílttéri lobbanáspont 20 °C-kal csökkentett értéke, a legalább 50 °C nyílttéri lobbanásponttal rendelkező gázolaj, tüzelőolaj és világításra használt petróleum kivételével,
c) az a) és b) pontba, valamint a (2) bekezdés a) és b) pontjába nem tartozó anyagok és keverékek közül
ca) az éghető gáz,
cb) az éghető gőz, köd,
cc) a por, valamint egyéb kisméretű szilárd anyag levegővel képzett robbanásveszélyes keveréke,
cd) a 21 °C alatti zárttéri lobbanásponttal rendelkező folyadék és olvadék,
ce) a legalább 21 °C zárttéri lobbanásponttal rendelkező folyadék és olvadék, ha nyílttéri lobbanáspontja legfeljebb 55 °C, valamint
cf) az a folyadék és olvadék, amelynek az üzemi hőmérséklete meghaladja a 35 °C-ot, és nagyobb, mint a nyílttéri lobbanáspontjának 20 °C-kal csökkentett értéke.
(2) Mérsékelten tűzveszélyes osztályba tartoznak
a) a CLP rendelet szerinti veszélyességi osztályok egyikébe sorolt anyagok és keverékek közül
aa) az 1.6. alosztályba tartozó robbanóanyag,
ab) az 1. kategóriába tartozó oxidáló gáz,
ac) az E, F és G típusú önreaktív anyagok és keverékek,
ad) az 1. és 2. kategóriába tartozó önmelegedő anyagok és keverékek,
ae) a 3. kategóriába tartozó, vízzel érintkezve tűzveszélyes gázokat kibocsátó anyagok és keverékek,
af) a 2. és 3. kategóriába tartozó oxidáló folyadék,
ag) a 2. és 3. kategóriába tartozó oxidáló szilárd anyag,
ah) az E, F és G típusú szerves peroxid,
b) a CLP rendelet szerinti veszélyességi osztályok egyikébe sorolt anyagok és keverékek közül az 1., 2. vagy 3. kategóriába tartozó tűzveszélyes folyadékok közül
ba) az 55 °C-nál nagyobb nyílttéri lobbanásponttal rendelkező folyadék,
bb) az a folyadék, amelynek az üzemi hőmérséklete meghaladja a 35 °C-ot, és a nyílttéri lobbanáspontjánál legalább 20 °C-kal kisebb,
bc) az olyan vizes diszperziós rendszer, amelynek lobbanáspontja szabványos módszerrel nem állapítható meg, és éghetőanyag-tartalma 25%-nál nagyobb, víztartalma pedig 50%-nál kisebb, valamint
bd) a legalább 50 °C nyílttéri lobbanásponttal rendelkező gázolaj, tüzelőolaj és világításra használt petróleum,
c) az (1) bekezdés a) és b) pontjába, valamint a (2) bekezdés a) és b) pontjába nem tartozó anyagok és keverékek közül
ca) az a szilárd éghető anyag, amely nem tartozik fokozottan tűz- vagy robbanásveszélyes osztályba,
cb) az a gáz, amely önmaga nem ég, de az égést táplálja, a levegő kivételével,
cc) a vonatkozó műszaki követelmény szerinti eljárással meghatározott, 150 °C-nál magasabb gyulladási hőmérsékletű, B-F tűzvédelmi osztályú építőanyag,
cd) az a vizes diszperziós rendszer, amelynek lobbanáspontja szabványos módszerrel nem állapítható meg, és éghetőanyag-tartalma 25%-nál nagyobb, víztartalma pedig 50%-nál kisebb,
ce) az 55 °C feletti nyílttéri lobbanásponttal rendelkező folyadék és olvadék,
cf) az a folyadék és olvadék, amelynek üzemi hőmérséklete meghaladja a 35 °C-ot, és a nyílttéri lobbanáspontjánál legalább 20 °C-kal kisebb.
(3) Nem tűzveszélyes osztályba tartozik
a) a nem éghető anyag, ha nem tartozik a fokozottan tűz- vagy robbanásveszélyes vagy a mérsékelten tűzveszélyes osztályba,
b) az A1 vagy A2 tűzvédelmi osztályú építőanyag és
c) a CLP rendelet szerinti 3. kategóriába tartozó aeroszol.

A 2015 márciusától hatályos OTSZ (Országos tűzvédelmi szabályzat) szerint három tűzveszélyességi osztályt különböztetünk meg:
- (1) Robbanásveszélyes osztályba tartozik
  - a) a kémiai biztonságról szóló törvény szerint robbanó, fokozottan tűzveszélyes, tűzveszélyes, kismértékben tűzveszélyes anyag és keverék,
  - b) az a folyadék, olvadék, amelynek zárttéri lobbanáspontja 21 °C alatt van vagy nyílttéri lobbanáspontja legfeljebb 55 °C, vagy üzemi hőmérséklete nagyobb, mint a nyílttéri lobbanáspont 20 °C-kal csökkentett értéke,
  - c) az éghető gáz, gőz, köd,
  - d) az a por, amely a levegővel robbanásveszélyes keveréket képez és
  - e) az e rendelet hatálybalépése előtt „A” vagy „B” tűzveszélyességi osztályba sorolt anyag.

- (2) Tűzveszélyes osztályba tartozik
  - a) a szilárd éghető anyag, ha nem tartozik robbanásveszélyes osztályba,
  - b) a legalább 50 °C nyílttéri lobbanáspontú gázolajok, tüzelőolajok, petróleum,
  - c) az a folyadék, olvadék, amelynek nyílttéri lobbanáspontja 55 °C felett van, vagy üzemi hőmérséklete a nyílttéri lobbanáspontjánál legalább 20 °C-kal kisebb,
  - d) az a gáz, amely önmaga nem ég, de az égést táplálja, a levegő kivételével,
  - e) a vonatkozó műszaki követelmény szerinti eljárással meghatározott, 150 °C-nál magasabb gyulladási hőmérsékletű B-F tűzvédelmi osztályú építőanyag,
  - f) az a vizes diszperziós rendszer, amelynek lobbanáspontja szabványos módszerrel nem állapítható meg, és éghetőanyag-tartalma 25%-nál nagyobb, víztartalma pedig 50%-nál kisebb és
  - g) az e rendelet hatálybalépése előtt „C” vagy „D” tűzveszélyességi osztályba sorolt anyag.

- (3) Nem tűzveszélyes osztályba tartozik
  - a) a nem éghető anyag,
  - b) az A1 vagy A2 tűzvédelmi osztályú építőanyag és
  - c) az e rendelet hatálybalépése előtt „E” tűzveszélyességi osztályba sorolt anyag.

A 2012 novemberétől 2015 márciusáig hatályos előző OTSZ (Országos tűzvédelmi szabályzat) szerint öt (A-B-C-D-E) tűzveszélyességi osztályt különböztettünk meg:
- A - Fokozottan tűz- és robbanásveszélyes:
  - az az anyag, amelynek bármely halmazállapotban heves égése, robbanása iniciáló gyújtásra bekövetkezhet;
  - folyadék, amelynek zárttéri lobbanáspontja 21 °C alatt van;
  - gáz, gőz, köd, amelynek éghetőségi határértéke a levegőhöz viszonyítva legfeljebb 10% (térfogati)
- B - Tűz- és robbanásveszélyes:
  - az a por, amely a levegővel robbanásveszélyes keveréket képez;
  - folyadék, amelynek zárttéri lobbanáspontja legalább 21 °C, nyílttéri lobbanáspontja legfeljebb 55 °C;
  - gáz, gőz, köd, amelynek éghetőségi határértéke a levegőhöz viszonyítva legalább 10% (térfogati)
- C - Tűzveszélyes:
  - az a szilárd anyag, amelynek gyulladási hőmérséklete legfeljebb 300 °C;
  - folyadék, amelynek nyílttéri lobbanáspontja 55 és 150 °C között van;
  - az a gáz, amely nem ég, de az égést táplálja
- D - Mérsékelten tűzveszélyes:
  - az a szilárd anyag, amelynek gyulladási hőmérséklete legalább 300 °C;
  - folyadék, amelynek nyílttéri lobbanáspontja 150 °C felett van; az a vizes diszperziós rendszer, amelynek éghető anyag tartalma nagyobb, mint 25%, víztartalma kisebb, mint 50%
- E - Nem tűzveszélyes: a nem éghető anyag

### Néhány éghető anyag adatai
| név                                                       | alsó fűtőérték | testsűrűség[halmaz] |
| név                                                       | MJ/kg          | kg/m³               |
| --------------------------------------------------------- | -------------- | ------------------- |
| Fa (faanyagok és fából készült termékek, hulladékok stb.) | 16,75          | 600 - 900           |
| Cellulóz                                                  | 15,07          | 1500                |
| Papír                                                     | 15,9           | 700-1200            |
| Parafa                                                    | 16,75          | 240–1500            |
| Farostlemez                                               | 18,84          | 800-1500            |
| Dekoritlemez                                              | 20,09          | 4800                |
| Koksz                                                     | 29,31          | 800-1850            |
| Antracit                                                  | 33,49          | 1300-1700           |
| Kőszén                                                    | 31,4           | 1200-1500           |
| Barnaszén                                                 | 20,93          | 1200-1500           |
| Lignit                                                    | 18,84          | 600-1000            |
| Szén (brikett)                                            | 20,09          | 1200-1400           |
| Tőzeg                                                     | 15,49          | 900-1200            |
| Faszén                                                    | 30,14          | 250                 |
| Fűtőolaj                                                  | 41,87          | 950                 |
| Benzin                                                    | 46,05          | 800                 |
| Petróleum                                                 | 42,91          | 800                 |
| Kőszénkátrány                                             | 34,75          | 1100                |
| Dízelolaj                                                 | 41,87          | 800                 |
| Gázolaj                                                   | 41,03          | 800                 |
| Metán                                                     | 55,68          | 400                 |
| Propán                                                    | 50,24          | 500                 |
| Gyapot, pamut                                             | 16,75          | 700                 |
| Selyem                                                    | 18,84          | 1000                |
| Gyapjú                                                    | 23,02          | 60-130              |
| Műselyem (cellulóz[cellulóz] alapú mesterséges szál)      | 16,75          | 15                  |
| Bőrök                                                     | 20,93          | 860-1200            |
| Természetes gumi                                          | 41,87          | 1300-1450           |
| Gumiabroncs                                               | 25,12          | 500                 |
| Poliamid                                                  | 30,98          | 1138                |
| Polietilén                                                | 46,47          | 920                 |
| Polipropilén                                              | 46,47          | 900                 |
| Polisztirol hab[habosított anyag]                         | 40,61          | 32-35[polisztirol]  |
| Poliakrilnitril                                           | 31,4           | 1120                |
| Poli(metil-metakrilát)                                    | 26,8           | 1190                |
| Kemény PVC                                                | 19,26          | 1550                |
| PVC-padló                                                 | 15,49          | 1400                |
| Textilalátétes PVC műbőr                                  | 18,84          | 1400                |
| Poliuretánhab                                             | 29,3           | 1200                |
| Poli(vinil-acetát)                                        | 23,02          | 1200                |
| Vinilazbeszt (csempe)                                     | 5,44           | 1350                |
| Poliizobutilén (Neoacid)                                  | 16,75          | 1400                |
| Üvegszálas poliészterlemez                                | 20,93          | 1500                |
| Epoxigyanta                                               | 31,4           | 1150-3200           |
| Fenol-formaldehid gyanta                                  | 30,14          | 1240                |
| Fenol-formaldehid gyanta szervetlen töltőanyaggal         | 16,33          | 1300-3000           |
| Fenol-formaldehid gyanta faliszt töltőanyaggal (bakelit)  | 25,96          | -                   |
| Polikarbonát                                              | 30,98          | 1200-1510           |
| Karbamid-formaldehid gyanta                               | 25,12          | 1550                |
| Celluloid                                                 | 17,58          | 1180-1300           |
| Poliformaldehid                                           | 17,16          | 1425                |
| Vulcanfiber                                               | 15,91          | 1300                |
| Poli(tetrafluoretilén)                                    | 4,18           | 2100-2400           |
| Gabonafélék (ide tartoznak a rozs, kukorica, liszt, stb.) | 16,75          | 700                 |
| Széna                                                     | 16,75          | 250                 |
| Szalma                                                    | 14,65          | 150                 |
| Keményítő                                                 | 16,75          | 800                 |
| Cukor                                                     | 16,75          | 750-1100            |
| Zsír                                                      | 41,87          | 920-940             |
| Aceton                                                    | 31,15          | 792                 |
| Anilin                                                    | 36,63          | 1250                |
| Benzol                                                    | 41,87          | 900                 |
| Fenol                                                     | 32,65          | 1300                |
| Etil-alkohol                                              | 29,3           | 800                 |
| Formaldehid                                               | 18,67          | 1240-3000           |
| Glicerin                                                  | 18,17          | 1250                |
| Metil-alkohol                                             | 22,82          | 800                 |
| Toluol                                                    | 41,87          | 866                 |
| Tiszta szén (karbon)                                      | 33,49          | 1400-1900           |
| Kén                                                       | 10,46          | 2100                |
| Foszfor                                                   | 25,12          | 1820-2200           |
| Kaucsuk                                                   | -              | 1170                |
| Bitumen                                                   | -              | 1050                |

## Tűzosztályok
A tűzoltó készülékeken ezzel kapcsolatos a jelzés, hogy milyen tüzek oltására alkalmasak
- A - Általában szilárd szerves eredetű anyagok tüzei
  - szilárd, általában szerves eredetű olyan anyagok tüze, amelyek lángolás, vagy parázslás kíséretében égnek (pl. fa, papír, szén, szalma)
- B - Olvadékok (tűzveszélyes folyadékok)
- C - Éghető gázok tüzei
- D - Fémek, fémötvözetek tüzei (nátrium, magnézium)
- F - Olaj és zsír tüzek (kenőolajok, speciális olajok, konyhai olajok)

A tűzveszély jelzésére az előző OTSZ a piros színeket használta

## Európai uniós szabályozás
- A Tanács 89/106/EGK irányelve (1988. december 21.) az építési termékekre vonatkozó tagállami törvényi, rendeleti és közigazgatási rendelkezések közelítéséről (már nem hatályos)
  - A 89/106/EGK irányelvet átültető magyar jogszabályok
- Az Európai Parlament és a Tanács 305/2011/EU rendelete (2011. március 9.) az építési termékek forgalmazására vonatkozó harmonizált feltételek megállapításáról és a 89/106/EGK tanácsi irányelv hatályon kívül helyezéséről 2013. július 1-től ez a rendelet váltja fel a 89/106/EGK irányelvet.
- Európai uniós szabványok jegyzéke[halott link]